# L'Année où la Terre a changé
Pour plus de détails, voir Fiche technique et Distribution.
L'Année où la Terre a changé (The Year Earth Changed en version originale) est un film documentaire américain de 2021 sur le confinement lié au Covid-19 à travers le monde et l'impact que celui-ci a eu sur la faune et la flore.
Apple TV+ a mis en ligne le documentaire le 16 avril 2021, à l'occasion de la semaine de la Terre.

## Production
L'Année où la Terre a changé est un documentaire court réalisé par Tom Beard, produit en collaboration avec Mike Gunton et Alice Keens-Soper et c'est David Attenborough qui se charge de la narration.
Le film met en avant des images prises lors du confinement autour du monde, et donc l'impact du retrait de l'activité humaine dans les villes.

## Accueil
Le site web agrégateur d'avis Rotten Tomatoes a rapporté un taux d'approbation de 100% sur la base de 9 avis de médias, le public donne quant à lui un taux d'approbation de 94% avec 50 critiques.
Sur Allociné, le programme obtient la moyenne de 3,6 / 5.